# Гірка Володимир Олександрович
Володи́мир Олекса́ндрович Гірка (1957—2015) — український фізик, фахівець з фізики плазми та плазмової електроніки, професор фізико-технічного факультету Харківського національного університету (з 2006).

## Біографія
Володимир Гірка народився 1957 року в місті Харків. Його батьки, Галина Олексіївна Гірка (Нечугуєнко) (1933−1986) та Олександр Олексійович Гірка (1932−1978) народилися в селі Губарівка Богодухівського району Харківської області. Вони мешкали в П'ятихатках, на межі Харкова, і працювали в розташованому там Харківському фізико-технічному інституті. За 5 років від Володимира народився його брат Ігор, який теж став відомим фізиком.
1974 року Володимир закінчив середню школу № 62 міста Харкова. 1980 року він закінчив фізико-технічний факультет Харківського університету за спеціальністю «експериментальна ядерна фізика». Закінчив заочну аспірантуру, і 1984 року захистив дисертацію кандидата фізико-математичних наук за спеціальністю «Фізика та хімія плазми». Працював у науково-дослідній частині університету на посаді молодшого наукового співробітника, а потім — наукового співробітника. Перші наукові статті його молодшого брата Ігор були написані в співавторстві з Володимиром і, деякою мірою, під його науковим керівництвом. Наукова співпраця двох братів тривала все життя Володимира.
1989 року Володимир Гірка почав викладати на кафедрі загальної та прикладної фізики (зараз кафедра прикладної фізики та фізики плазми) фізико-технічного факультету. Також викладав на фізико-енергетичному факультеті, факультеті комп'ютерних наук та на підготовчому відділенні університету.
1998 року Володимир Гірка отримав учене звання «старший науковий співробітник». 2003 року він захистив дисертацію «Поверхневі азимутальні та циклотронні хвилі у магнітоактивних плазмових структурах» та здобув ступінь доктора фізико-математичних наук. 2006 року йому присвоєно вчене звання професора.

## Публікації

### Підручники
- Теорія коливань та хвиль / М. О. Азарєнков, В. О. Гірка, В. І. Лапшин, В. І. Муратов — Харків, 2005. — 154 с. — ISBN — 966-623-316-9
- Лекції з курсу фізики «Механіка та молекулярна фізика» для студентів природничих факультетів / В. О. Гірка, І. О. Гірка. — Харків: ХНУ ім. В. Н. Каразіна, 2010. — 296 с.
- Surface Flute Waves in Plasmas. Theory and Applications / V. Girka, I. Girka, M. Thumm. — Springer, 2014. — 163 p.

### Монографії
- Теорія азимутальних поверхневих хвиль / В. О. Гірка, І. О. Гірка. — Харків: ХНУ ім. В. Н. Каразіна, 2011. — 234 с.

### Статті
Володимир Гірка є співавтором понад ста тридцяти наукових робіт, майже половина з них — в журналах з імпакт-фактором.
- Electron surface cyclotron waves іn the metallic waveguide structures with two-component filling [Архівовано 3 серпня 2016 у Wayback Machine.] / V. O. Girka, I. O. Girka, A. M. Kondratenko, І. V. Pavlenko // Contributions to Plasma Physics. — 1996. — Vol. 36, Num. 6. — Р. 679—686.
- HF surface cyclotron waves іn planar waveguides with non-uniform plasma filling [Архівовано 13 серпня 2016 у Wayback Machine.] / V. O. Girka, I. O. Girka, І. V. Pavlenko // Journal of Plasma Physics. — 1997. — Vol. 58, part 1. — Р.31-39.
- Electrodynamic model of the gas discharge sustained by azimuthal surface waves [Архівовано 3 серпня 2016 у Wayback Machine.] / V. O. Girka, I. O. Girka, І. V. Pavlenko // Contributions to Plasma Physics. — 2001. — Vol. 41, Num. 4. — P. 393—406.
- Asymmetric long-wavelength surface modes in magnetized plasma waveguides entirely filled with plasma [Архівовано 9 серпня 2016 у Wayback Machine.] / V. O. Girka, I. O. Girka // Plasma Physics Reports. — 2002. — Vol. 28, Num. 11. — Р. 916—924.
- Theory of azimuthal surface waves propagating in nonuniform waveguides [Архівовано 13 серпня 2016 у Wayback Machine.] / V. O. Girka, I. O. Girka, A. V. Girka, I. V. Pavlenko // Journal of Plasma Physics. — 2011. — Vol. 77, part 4. — Р. 493—519.
- Coupled azimuthal modes propagating in current-carrying plasma waveguides [Архівовано 13 серпня 2016 у Wayback Machine.] / V. O. Girka, I. O. Girka, I. V. Pavlenko, O. I. Girka, A. V. Girka // Journal of Plasma Physics. — 2012. — Vol. 78, part 2. — 123.

## Нагороди
- Переможець обласного конкурсу «Вища школа Харківщини — кращі імена» (2011)[2]